# منغنيز
المنغنيز  عنصرٌ كيميائي رمزه Mn وعدده الذرّي 25، وهو ينتمي إلى عناصر المستوى الفرعي d ويقع على رأس عناصر المجموعة السابعة في الجدول الدوري؛ ويصنّف كيميائياً ضمن الفلزّات الانتقالية. المنغنيز فلزٌّ صلدٌ مساميّ ذو لون رمادي فضّي؛ وهو يوجد في الطبيعة في العديد من المعادن، وعلى الأغلب مرافقاً للحديد. كان يوهان غوتليب غان من الرائدين في اكتشاف هذا العنصر، إذ تمكّن سنة 1774 من عزله بشكله الحرّ باختزال أكسيده بالكربون (الفحم)؛ وتوجد صلة وصلٍ بين تسميته على هذا الشكل وبين تسمية عنصر المغنيسيوم، وكذلك بين تسمية معدن المغنيتيت (حجر المغناطيس).
يدخل المنغنيز في العديد من التطبيقات، وأهمّها استخدامه مكوّناً في السبائك، وخاصّةً على شكل سبيكة فرّومنغنيز في صناعة الفولاذ المقاوم للصدأ. يحسّن المنغنيز عند إضافته للسبائك من المتانة، ومن قابلية التصنيع ومقاومة الاهتراء. لمركّبات المنغنيز أيضاً تطبيقات واسعة، إذ يعدّ ثنائي أكسيد المنغنيز من المؤكسدات القويّة، ولذلك يدخل في تركيب البطّاريات القلوية؛ كما يُستخدَم أيضاً في صناعة الزجاج والخزف والسيراميك.
للمنغنيز دورٌ حيويٌّ مهمٌّ في عملية التركيب الضوئي، إذ يساهم مع الكالسيوم في تكوين معقّدٍ عنقوديّ ضروريّ من أجل أكسدة الماء إلى الأكسجين. يعدّ المنغنيز من المغذّيات الأساسية، فهو يساهم في استقلاب المغذّيات الكبرى، وفي تشكّل العظام، وفي دعم جهاز المناعة ضد الجذور الكيميائية الحرّة؛ كما أن وجوده ضروري لعمل عددٍ من البروتينات، ويوجد في المواقع النشطة لبعض الإنزيمات. يتركّز وجود المنغنيز في جسم الإنسان في العظام وفي الكبد والكليتين؛ كما يرتيط هذا العنصر مع البروتينات الفلزّية، مثل الإنزيم المخلّق للغلوتامين، في الخلايا النجمية في الدماغ البشري.

## التاريخ وأصل التسمية
أصل التسمية
إنّ أصل تسمية هذا العنصر معقّد، فللاسم «منغنيز» جذورٌ مرتبطةٌ بالكلمة الإغريقية «Μαγνησία» (مغنيسيا)، وهو الجذر نفسه الذي سُمّي على أساسه عنصر المغنيسيوم. ففي العصور القديمة، جرى التمييز بين مَعدَنين أسوَدَين كانا يُجلبَان من المناطق التي سكنتها قبيلة مَغْنيت  اليونانية القديمة، وذلك إمّا في منطقة في اليونان القديمة تدعى مغنيسيا، والتي تقع حالياً في إقليم ثيساليا، أو إلى مدنٍ مندثرةٍ حملت نفس الاسم مثل مغنيسيا (على جبل سيبيلوس)  أو مغنيسيا (على نهر مندريس)  والواقعة حالياً في تركيا. لذلك حَمَل ذانِكَ المعدنان اسم «مَغْنِس» ، وكان يُميَّز بينهما بوصف أحدهما بالذكر والآخر بالأنثى، فالنوع الذكر منهما قادرٌ على جذب الحديد، بالتالي، فهو وفق المفاهيم العلمية الحديثة خام المغنيتيت  المغناطيسي؛ أمّا النوع الأنثى فهو غير قادر على جذب الحديد، وكان يستخدم من أجل إزالة تلوّن الزجاج؛ بالتالي، فهو وفق المفاهيم العلمية الحديثة خام البيرولوسيت ، المتكوّن كيميائياً من ثنائي أكسيد المنغنيز. أطلقَ صُنّاع الزجاج على ثنائي أكسيد المنغنيز في القرن السادس عشر اسم «منغنيزوم» ، وذلك ربّما من دمج كلمتَين اثنتَين، إذ كان ينبغي التمييز أيضاً بين الخامات القادمة من مغنيسيا، وذلك بين خامة «مغنيسيا نيغرا»  السوداء، وبين خامة «مغنيسيا ألبا»  البيضاء، التي كانت مفيدةً أيضاً في صناعة الزجاج. بالتالي اندمج حرف «ن» من كلمة «نيغرا» فأضيف حرفا نون إلى الاسم؛ وعلى هذا النسق أطلق العالم ميكيلي مركاتي  على خامة «مغنيسيا نيغرا» اسم«منغنيزا» ؛ وفي نهاية المطاف، أصبح الفلزَ المُستخرَج من خامة «مغنيسيا نيغرا» السوداء يُعرَف باسم «منغنيز»؛ في حين أنّ الفلزّ المُستخرَج من خامة «مغنيسيا ألبا» البيضاء (أكسيد المغنيسيوم) يُعرَف باسم «مغنيسيوم».
العصور القديمة والوسطى

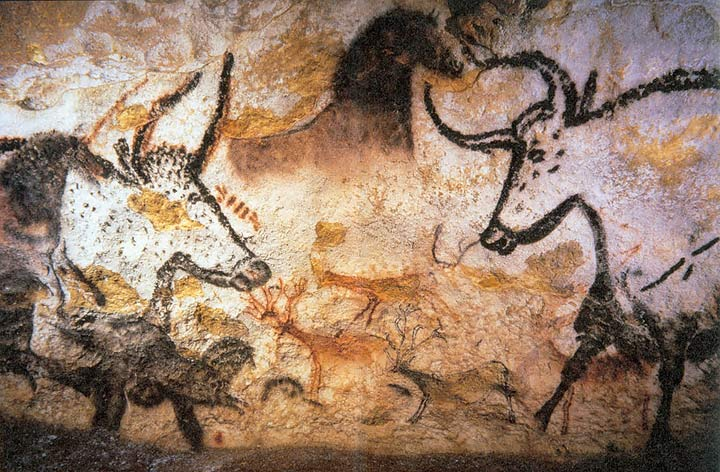
جزء من الرسومات في كهف لاسكو في فرنسا، والتي استُخدَم في رسمها خضابٌ معتمدٌ على المنغنيز.

ينتشر ثنائي أكسيد المنغنيز في الطبيعة بشكلٍ كبير، ولذلك استُخدَم منذ العصر الحجري على شكل خضاب أسود. وقد عُثرَ على رسومات تعود إلى ذلك العصر في كهوفٍ عدّة في جنوبي غربي أوروبا، مثل الرسومات في كهف إكاين  في إسبانيا؛ وكذلك الرسومات في كهف لاسكو ، وفي كهف غارغاس  في فرنسا، والتي قُدّرَ أنّها تعود إلى 30-24 ألف سنة خلت. استخدم المصريون القدماء ومن بعدهم الرومان مركّبات المنغنيز، إمّا لإضافة الألوان إلى الزجاج أو لإزالتها منه؛ وقد امتدّ هذا الاستخدام خلال العصور الوسطى على شكل «صابون صناع الزجاج» ، كما يتّضح من الزجاج العائد إلى القرن الرابع عشر من البندقية.
العصور الحديثة

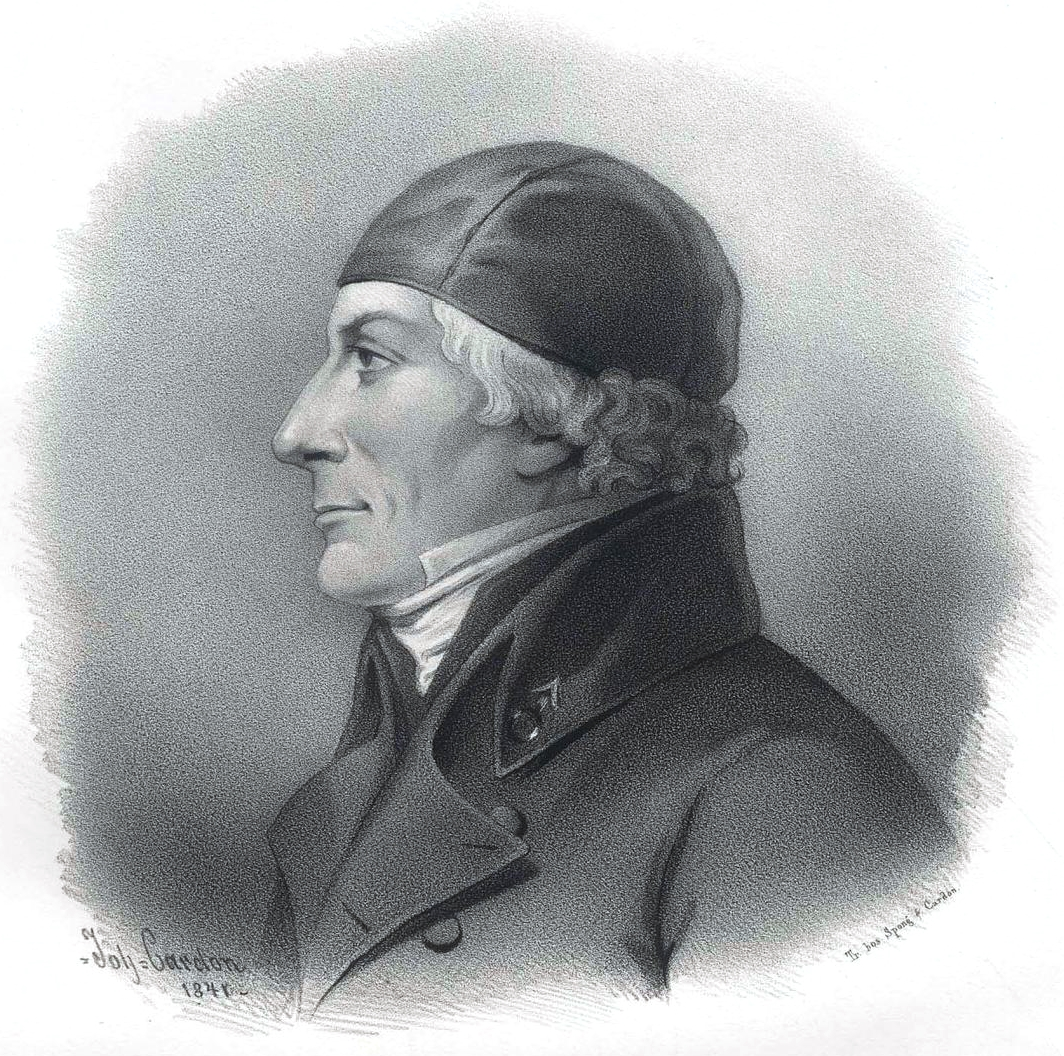
كان يوهان غوتليب غان أوّل من عزل عنصر المنغنيز

في القرن الثامن عشر أجريت تجارب عدّة على مركّبات المنغنيز، وخاصّةً على مركّب ثنائي أكسيد المنغنيز نظراً لاستخدامه في صناعة الزجاج، إذ كان متاحاً ومتوفّراً بسهولة. فاكتشف الباحثان إغناطيوس غوتفريد كايم  ويوهان رودولف غلاوبر  أنّه يمكن تحويل ثنائي أكسيد المنغنيز إلى بيرمنغنات، وهو كاشف كيميائي مهمٌّ ومفيدٌ في المختبرات. وكان كارل فلهلم شيله  قد استخدم ثنائي أكسيد المنغنيز على شكل البيرولوسيت في إنتاج غاز الكلور؛ وذلك عن طريق معالجة الأكسيد بحمض الهيدروكلوريك؛ والذي كان يُستحصَل أوّلاً من تفاعل حمض الكبريتيك الممدّد (زيت الزاج) مع كلوريد الصوديوم (ملح الطعام)، ثمّ لاحقاً من عملية لوبلان ؛ أمّا الأكسيد فكان يعاد تدويره وفق عملية ولدون . مَثَّلَ إنتاج الكلور ومساحيق الهيبوكلوريت المبيضة مجالاً واسعاً لاستخدام خامات المنغنيز تجارياً. كانت الشكوك تحوم على احتواء معدن البيرولوسيت على عنصرٍ جديدٍ لم يكن مكتشفاً حينئذ، وذلك ما كان شيله وآخرون مدركين له؛ ولكنّ عزْلَ هذا العنصر لأوّل مرّة كان على يد يوهان غوتليب غان ، والذي تمكّن من ذلك عندما عالج أكسيد المنغنيز بالفحم (الكربون)، ممّا أدّى إلى اختزاله والحصول على عيّنة غير نقيّة من الفلزّ.
استُخدمَت خامات الحديد ذات المحتوى المرتفع من المنغنيز المُستَجلبة من اليونان منذ بدايات صناعة الفولاذ، وقد وجد أنّ ذلك يزيد من صلادته؛ وفي بداية القرن التاسع عشر أصبح استخدام المنغنيز في هذا المجال، مثل دخوله في عملية بسمر ، من أساسيّات تلك الصناعة، ومُنحَت العديد من براءات الاختراع في هذا الصدد؛ مثلما فعل روبرت هادفيلد  عند تطويره لسبيكة فولاذ المنغنيز. بدأت الأبحاث تُنشَر حول دور المنغنيز في الصناعة؛ كما ساهم اختراع خلية لوكلانشيه  الكهربائية والتطوّر المستمرّ اللاحق للبطّاريات الحاوية على ثنائي أكسيد المنغنيز في ازدياد الطلب العالمي عليه. يؤدّي التعرّض المزمن والمستمرّ إلى غبار المنغنيز أو أبخرته إلى حدوث اضطراب عصبي؛ وقد ظهرت هذه الحالة تاريخياً مع بداية تعدين واستخراج المنغنيز الخام من المناجم ومع إنتاج سبائكه؛ إذ بدأت تظهر حالات توعّك للعمّال إبّان التعرّض لهذا الفلزّ. تعُرَف هذه الحالة باسم التسممّ بالمنغنيز، وكان الأكاديمي جون كوبر  أوّل من وصف هذا الاضطراب سنة 1837.

## الوفرة الطبيعية

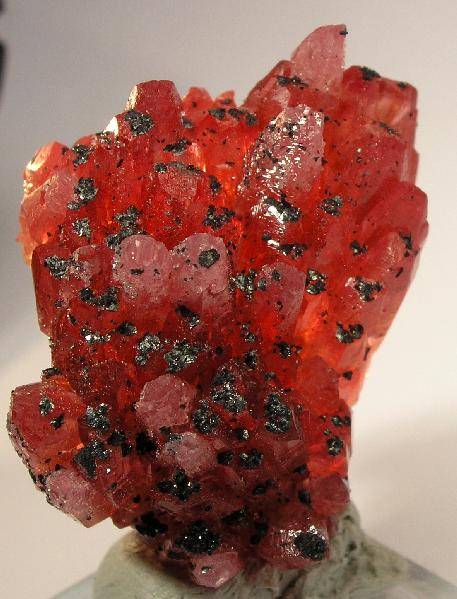
معدن الرودوكروسيت وعليه بقع سوداء من معدن المغنيتيت.

لا يوجد المنغنيز بشكله العنصري الحرّ في الطبيعة، ولكنه يدخل في تركيب العديد من المعادن. تبلغ نسبة المنغنيز في القشرة الأرضية مقدار 950 جزء في المليون ، أي ما يعادل قرابة 0.1%؛ وذلك بشكلٍ مقاربٍ لوفرة عُنصرَي الفوسفور والفلور. بعد الحديد والتيتانيوم يعدّ المنغنيز ثالث الفلزّات الانتقالية من حيث الوفرة؛ كما يعدّ العنصر الثاني عشر وفقاً لترتيب العناصر في القشرة الأرضية. تحتوي التربة على نسبة متفاوتة من المنغنيز تتراوح بين 7–9000 جزء في المليون، وذلك بنسبة وسطية تبلغ 440 جزء في المليون. تحوي مياه البحار على نسبةٍ ضئيلةٍ من المنغنيز، وهي تبلغ قرابة 10 أجزاء في المليون؛ في حين أنّ الغلاف الجوّي للأرض يحوي على تركيز من المنغنيز مقداره 0.01 ميكروغرام/م3.
توجد معادن مختلفة للمنغنيز، منها المنغنيت  والهاوسمانيت  والرودونيت  والبيرولوسيت  والبراونيت ؛ بالإضافة إلى معادن أخرى أقلّ انتشاراً مثل سيلوميلان  ورودوكروسيت. يعدّ خام البيرولوسيت، والمتكوّن كيميائياً من ثنائي أكسيد المنغنيز MnO2، من أهمّ خامات المنغنيز اقتصادياً؛ كما يمكن أن يوجد على شكل عنصرٍ مرافقٍ للحديد في خاماته، مثل السفاليريت. تتركّز قرابة 80% من خامات المنغنيز في جنوب أفريقيا؛ وخاصّةً في صحراء كالاهاري في مقاطعة كيب الشمالية، والتي تُقدَّر الاحتياطات فيها بمقدار 15 بليون طنّ. استُخرجَ من جنوب أفريقيا في سنة 2011 مقدار 3.4 مليون طنّ من هذا الفلزّ؛ ولكن توجد توضّعات رسوبية مهمّة في بلدان أخرى، مثل أوكرانيا وأستراليا والهند والصين والغابون وغانا والبرازيل وكازاخستان وماليزيا.

النسبة المئوية من إنتاج المنغنيز سنة 2006

### في الغلاف الصخري
يوجد المنغنيز في التربة في ثلاث حالات أكسدة؛ وهي المنغنيز ثنائي التكافؤ على شكل أيون منحلّ 2+Mn؛ وكذلك على شكل منغنيز ثلاثيّ ورباعيّ التكافؤ على هيئة أكاسيد وهيدروكسيدات صلبة صعبة الانحلال مثل MnOOH وMnO2. تؤثّر قيمة pH التربة وحالة التهوية على طبيعة النوع الكيميائي للمنغنيز في حالات الأكسدة المذكورة؛ فعند قيمة pH أقلّ من 6 وعند ظروف لاهوائية، فإنّ المنغنيز الثنائي يكون مسيطراً؛ أمّا عند ظروف هوائية أكثر قاعدية فإنّ أكاسيد وهيدروكسيدات المنغنيز الثلاثي والرباعي تكون سائدة. بشكلٍ غير مباشر يمكن للنشاط الميكروبي في الوسط أن يؤثّر على حموضة أو على حالة تهوية التربة، وبالتالي على نوع المنغنيز السائد في الوسط.
توجد أكاسيد المنغنيز الثلاثي والرباعي على هيئة لَطخات بنّية إلى سوداء، وكذلك على شكل عُقَيدَات صغيرة على جسيمات الرمل والغِرْيَن  والغُضَار. يكون لهذه التغطيات السطحية على الجسيمات الأخرى مساحة سطح مرتفعة، وتكون حاملةً للشحنة الكهربائية السالبة. تستطيع تلك المواقع المشحونة أن تمتزّ وتبقي العديد من الكاتيونات (الأيونات موجبة الشحنة) قريبةً من السطح، وخاصّةً كاتيونات الفلزّات مثل الكروم أو النحاس أو الزنك أو الرصاص؛ كما يمكن لها أن تقوم بامتزاز أحماض عضوية ومركّبات أخرى. تساعد هذه الظروف على حدوث تفاعلات أكسدة واختزال، مثل اختزال أكاسيد المنغنيز الثلاثي والرباعي إلى المنغنيز الثنائي، وأكسدة الكروم الثلاثي إلى رباعي، والهيدروكينون عديم اللون إلى بوليميرات الكينون ذات اللون البنّي المحمرّ.

### في الغلاف المائي

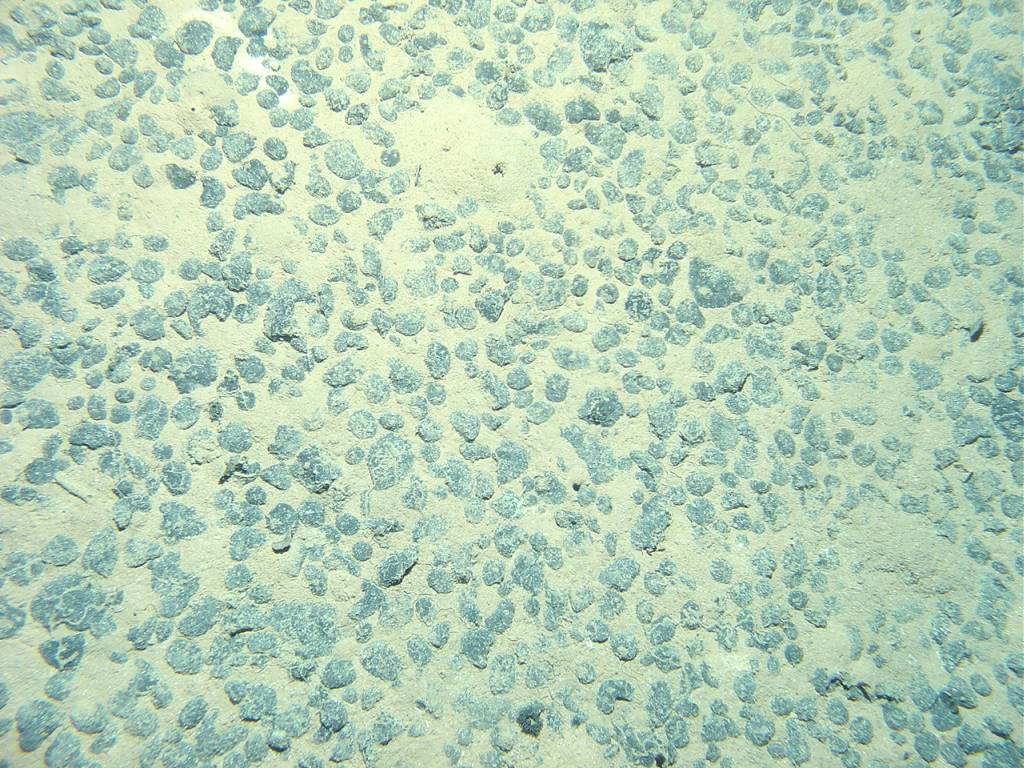
تنتشر عُقَيدات المنغنيز في قاع البحار والمحيطات

ترتفع نسبة وفرة العديد من العناصر في المحيطات بالقرب من المنافس المائية الحرارية؛ والتي يكون المنغنيز بالقرب منها غالباً على شكلٍ منحلّ ؛ أو على شكل جُسيمات معلّقة ، والتي يتطوّر تشكلّها في أعمدة الغازات الطافية  فوق مصدر المنفس المائي الحراري النشط. يرتفع عادةً تركيز المنغنيز المنحلّ بالقرب من السطح وبالقرب من المناطق الساحلية، وذلك يعود إلى وجود موارد خارجية إضافية من مياه الأنهار التي تصبّ في البحار والمحيطات، وكذلك من جسيمات الغبار المحمولة بالرياح، ومن رسوبيات الرفّ القاري، وكذلك من الأنشطة البشرية مثل تعدين المنغنيز وصناعة الفولاذ على اليابسة. بالمقابل، يمكن أن يرتفع تركيز المنغنيز المنحلّ طبيعياً من النشاط الحيوي عبر التركيب الضوئي؛ وكذلك من تفاعلات الأكسدة والاختزال المُحَفَّزة بالأشعّة فوق البنفسجية، والتي تساعد على التدوير الداخلي  من خلال تسريع عملية تذاوب  أكاسيد المنغنيز والكسح التأكسدي ، ممّا يمنع من هبوط المنغنيز إلى أعماق أكبر.
توجد كمّيّات وفيرة من المنغنيز في قيعان البحار والمحيطات، وذلك على هيئة عُقَيدات كرويّة من المنغنيز ؛ ووفقاً لإحدى التقديرات يوجد منها هناك قرابة 500 بليون طنّ في كافّة أرجاء العالم. وهي كتل متحجّرة مسامية مؤلّفة من أكاسيد عدّة فلزات؛ وتحوي وسطياً على قرابة 30% من المنغنيز؛ وظهرت دراسات مختلفة من أجل تقييم احتمالية استخراج المنغنيز منها، وخاصّةً في سبعينيات القرن العشرين بعد الإعلان عن مشروع أزوريان من الولايات المتّحدة؛ ليتبيّن فيما بعد أنّ هدف المشروع كان عملية استخباراتية عسكرية لانتشال غواصة K-129 السوفيتية. بالنهاية؛ وُجِدَ أنّ فكرة استخراج المنغنيز من العُقَيدات المنتشرة في باطن البحار والمحيطات غير مجدية اقتصادياً؛ وعلاوةً على ذلك، فإنّها تعود بأضرار بيئية جسيمة على الحياة البحريّة.

## الاستخراج والإنتاج

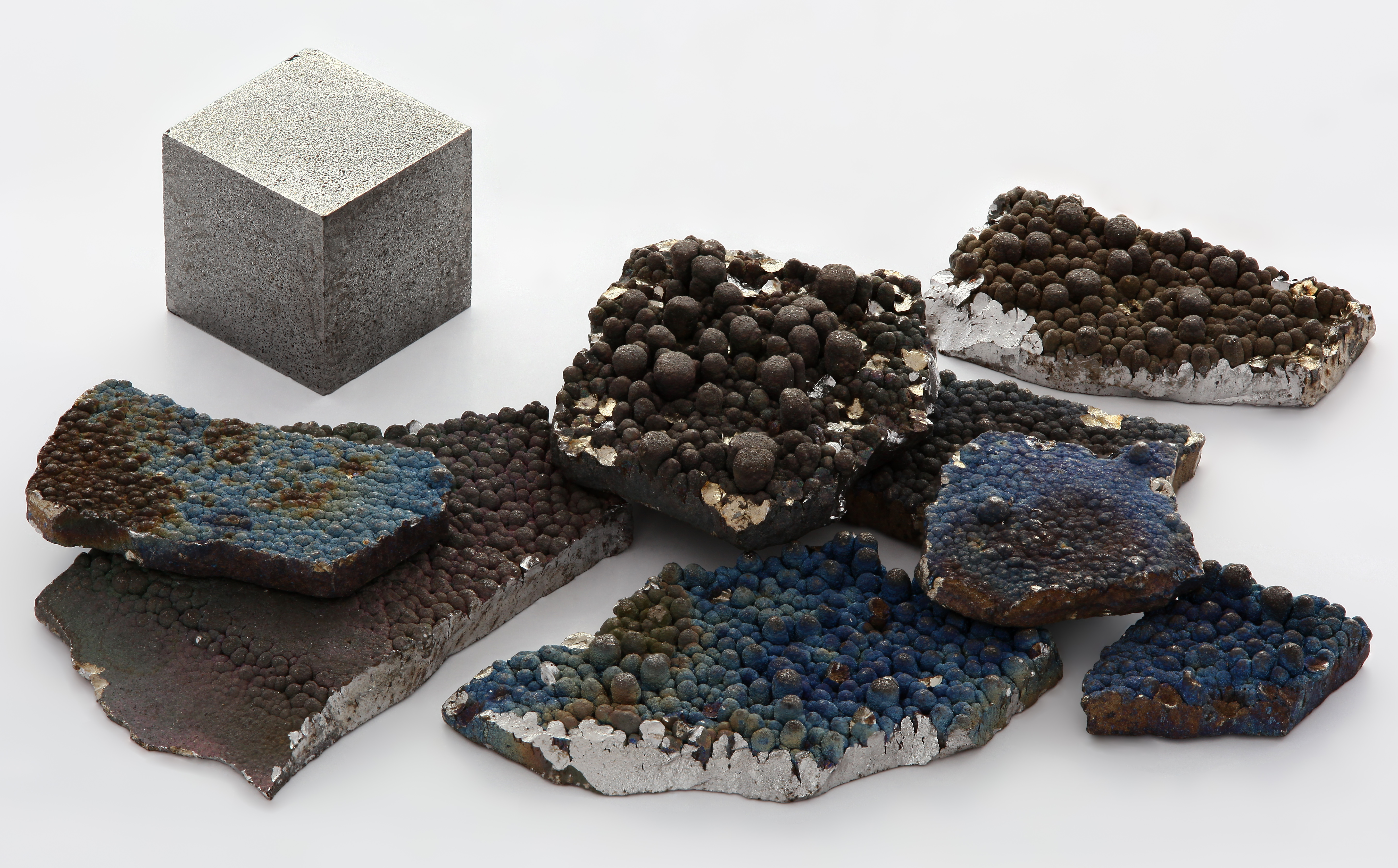
قطع مُنقّاة كهربائياً من المنغنيز (نقاوة 99.99 %)؛ ويلاحظ التأكسد الفوري للسطح

تحوي خامات المنغنيز على محتوى يتراوح وسطياً بين 38% إلى 55% من هذا الفلزّ؛ وغالباً ما تُستخرَج الخامات إمّا وفق أسلوب التعدين السطحي أو وفق أسلوب تعدين الغرف والأعمدة. اعتماداً على التطبيق المستقبلي فإنّه عادةً ما يُميَّز بين صِنفَين من خامات المنغنيز؛ فالأوّل هو صنف درجة البطّارية، والحاوي على 44% من المنغنيز على الأقلّ في تركيبه، بالإضافة إلى نسبٍ ضئيلةٍ فقط من فلزّات أخرى، مثل النحاس والنيكل والكوبالت، ممّا يُمَكّن من استخدامه في صناعة البطّاريات القلوية؛ أمّا الآخر فهو صنف الدرجة الكيميائية ، والمُستخدَم من أجل إنتاج المنغنيز النقيّ ومركّبات المنغنيز الكيميائية المختلفة. من أجل الحصول على سبيكة الفرّومنغنيز الحديدية، تُمزَج خامة المنغنيز مع خامة الحديد والكربون في فرنٍ لافحٍ أو فرن القوس الكهربائي، حيث يحدث تفاعل اختزال؛ ويتراوح محتوى المنغنيز في هذه السبيكة من 30 إلى 80%. كما يمكن الحصول على سبيكة سيليكومنغنيز  عند إضافة الكوارتز مصدراً للسيليكون إلى الخامة.
لا يمكن الحصول على فلزّ المنغنيز اللازم من أجل إنتاج السبائك الخالية من الحديد من الاختزال المباشر بالكربون، لأنّ هذا الفلزّ يُشكّل كربيدات مستقرّة مثل مركّب Mn7C3؛ ويتطلّب الأمر رفع درجة الحرارة إلى قرابة 1600 °س، وذلك غير مجدٍ اقتصادياً. لذلك يُعمَد إلى اتّباع وسائل علم الفلزّات المائي من أجل استحصال فلزّ المنغنيز، وذلك عبر عملية تصويل خام المنغنيز بحمض الكبريتيك. تُجرَى عملية التصويل تدريجياً باختزال خامة المنغنيز المُكوَّم مباشرةً، وذلك من خلال تخليل الغاز الطبيعي المشتعل أسفل الكومة، ممّا يؤمّن مصدراً حرارياً، والذي ينبغي أن تكون درجة حرارته على الأقلّ 850 °س، كما يؤمّن وجود عامل مختزل من أحادي أكسيد الكربون؛ ممّا يساعد على اختزال خامة المنغنيز إلى أكسيد المنغنيز الثنائي اختزالاً أوّليّاً ومنه إلى المنغنيز النقي لاحقاً. كما يساعد طحن الخامة طحناً ناعمٍ إلى جسيمات يتراوح أحجامها بين 150-250 ميكرومتر على زيادة مساحة السطح، ممّا يرفع من كفاءة التصويل. ثمّ يُعالَج المسحوق مع حمض الكبريتيك وبوجود أملاح الحديد الثنائي بنسبة 1.6:1؛ فيتفاعل الحديد مع أكسيد المنغنيز الثنائي ليُستحصَل على المنغنيز الفلزّي بالإضافة إلى أكسيد هيدروكسيد الحديد الثلاثي؛ وتعطي هذه العملية مردوداً بنسبة 92% من المنغنيز. بعد ذلك تُطبَّق عملية استخلاص كهربائي من أجل عمليات التنقية اللاحقة، ويُستخدَم لذلك الغرض محلولٌ نقيٌّ من كبريتات المنغنيز الثنائي، والذي يخضع إلى تحليل كهربائي في خلية أقطابها من الفولاذ عند فرق جهد يقع بين 5-7 فولت. يُجمَع المنغنيز النقيّ من على المِهبَط، في حين يتشكّل الأكسجين على المِصعَد.

## النظائر
للمنغنيز ستّة وعشرون نظيراً تتراوح أعدادها الكتلية بين 44 و 69 وحدة متل ذرّية؛ من بينها نظيرٌ مستقرٌّ طبيعيّ وحيد، وهو النظير منغنيز-55 55Mn؛ مع وجود نظيرٍ مشعٍّ شبه مستقرّ وهو منغنيز-53 53Mn بعمر نصف مقداره 3.7 مليون سنة. أمّا النظائر المشعّة المتبقيّة فأكثرها استقراراً هو منغنيز-54 54Mn بعمر نصف 312.3 يوم؛ والنظير منغنيز-52 52Mn بعمر نصف 5.591 يوم. لباقي نظائر المنغنيز المشعّة أعمار نصف أقلّ من ثلاث ساعات، وأغلبها دون الدقيقة الواحدة. أمّا أقلّ نظائر المنغنيز المشعّة عمراً هو النظير منغنيز-44 بعمر نصف أقلّ من 105 نانو ثانية. هنالك ثلاث مُصاوغات نووية للمنغنيز. إنّ نمط الاضمحلال لنظائر المنغنيز المشعّة التي لها عدد كتلة أقلّ من النظير المستقرّ 55Mn هو على شكل التقاط إلكترون؛ في حين يكون للنظائر الأعلى على شكل اضمحلال بيتّا.
ينتمي المنغنيز إلى مجموعة العناصر الكيميائية التي يُظنّ أنّها خضعت إلى عمليات تخليق داخل النجوم الكبرى في فترة زمنية وجيزة قبل انفجار المستعرات العظمى في الكون. رغم أنّ النظير منغنيز-53 53Mn شبه مستقرّ، ولكنّه يضمحلّ بعد 3.7 مليون سنة إلى نظير الكروم-53 53Cr، ولذلك فإنّ وفرته في الكون قليلة نسبياً، وهو ينشأ من أثر الأشعّة الكونية على الحديد.
{\displaystyle \mathrm {^{54}_{26}Fe+{}_{2}^{3}He\longrightarrow _{26}^{53}Fe+{}_{2}^{4}He\ {\xrightarrow {-e^{-}}}\ _{25}^{53}Mn} }
يساهم تحديد نسبة وفرة نظائر المنغنيز إلى نظائر الكروم في الأحجار النيزكية عبر أساليب جيوكيمياء النظائر والتأريخ الإشعاعي من أجل تقدير عمر الكون.

## الخواص الفيزيائية
يوجد المنغنيز في الحالة النقيّة على هيئة فلزٍّ ذي لون رمادي فضّي؛ وهو صلد لكنّه هشّ جدّاً وقابل للتقصّف؛ لكنّه يفقد بريقه ولمعانه عند التعرّض لأكسجين الهواء وفي الظروف مرتفعة الرطوبة، إذ يتأكسد بسهولة. ينصهر المنغنيز عند الدرجة 1246 °س؛ ويغلي عند الدرجة 2100 °س.
على العكس من أغلب باقي الفلزّات الأخرى لا يتبلور المنغنيز عند درجة حرارة الغرفة وفق تعبئة متراصّة أو وفق نظام بلّوري مكعّب مركزي الجسم، إنّما في بنية بلّورية مكعّبة غير نمطية. على العموم، توجد هناك أربعة أشكال مختلفة مستقرّة يتبلور عليها المنغنيز عند درجات حرارة متفاوتة. فعند درجة حرارة الغرفة يكون المنغنيز وفق البنية α (ألفا). تكون بنية المنغنيز من الشكل ألفا مستقرّة من الناحية الديناميكية الحرارية (الثرموديناميكية) حتّى درجات حرارة تصل إلى 727 °س؛ وهي بنية مكعّبة مشوّهة يصل فيها عدد الذرّات داخل وحدة الخلية إلى 58 ذرّة؛ وهي تكون مُجَمّعة على هيئة أربع زُمَر متفاوتة المحيط، وذات عدد تناسقي يقع بين 12-16. عند درجات حرارة تقع في المجال بين 727  °س إلى 1095 °س فإنّ البنية البلورية للمنغنيز تتبع النمط β (بيتّا)، وهي بنية مكعّبة مشوّهة أيضاً، وهي ذات عشرون وحدة صيغة لكلّ وحدة خلية، ويقع العدد التناسقي لها بين 12-14. تبدأ البنية البلّورية للمنغنيز بأخذ شكل التعبئة المتراصّة عند درجات حرارة تفوق 1095  °س، وهو النمط γ (غامّا)، وهو نمط بلّوري مكعّب مركزي الوجوه، وهو نمط تبلْور النحاس. أمّا عند درجات حرارة تفوق 1133 °س تتغيّر البنية إلى نظام بلّوري مكعّب مركزي الجسم، والذي يرمز له بالرمز δ (دلتا)، وهو نمط تبلْور التنغستن.
يتميّز المنغنيز على العموم بأنّه ذو مغناطيسية مسايرة؛ ويكون على ذلك في النمط ألفا؛ ولكنه يصبح عند درجة حرارة نييل ، والتي تبلغ 100 كلفن بالنسبة للمنغنيز، ذات خواص مغناطيسية حديدية مضادّة؛ وتلك ظاهرة لا يبديها الشكل بيتّا.
| نمط التبلور              | α-Mn                      | β-Mn                      | γ-Mn                      | δ-Mn                      |
| ------------------------ | ------------------------- | ------------------------- | ------------------------- | ------------------------- |
| شكل البنية               | Kristallstruktur von α-Mn | Kristallstruktur von β-Mn | Kristallstruktur von γ-Mn | Kristallstruktur von δ-Mn |
| نظام التبلور             | مكعب                      | مكعب                      | مكعب                      | مكعب                      |
| العدد التناسقي           | 16+16+13+12               | 14+12                     | 12                        | 8                         |
| الزمرة الفراغية          | I43m                      | P4132                     | Fm3m                      | Im3m                      |
| ثابت الشبكة البلورية     | 891.1 بيكومتر             | 631.5 بيكومتر             | 386.3 بيكومتر             | 308.1 بيكومتر             |
| عدد الذرات لكل وحدة خلية | 58                        | 20                        | 4                         | 2                         |
| الكثافة النظرية          | 7.463 غ/سم3               | 7.24 غ/سم3                | 6.33 غ/سم3                | 6.238 غ/سم3               |

## الخواص الكيميائية
ينتمي المنغنيز كيميائياً إلى مجموعة الفلزّات الانتقالية في الجدول الدوري؛ وهو لا ينتمي إلى الفلزّات النبيلة، بالتالي فهو فلزٌّ وضيع. فعلى سبيل المثال يتفاعل المنغنيز مع الأكسجين ببطء وتتشكّل طبقة من الأكسيد على سطحه، في حين أنّ مسحوق المنغنيز الناعم يكون تلقائي الاشتعال في وسطٍ من الأكسجين، ويتحوّل بسرعة إلى أكسيد المنغنيز الثنائي والثلاثي Mn3O4. يتفاعل المنغنيز أيضاً مع العديد من اللا فلزّات مثل الفلور والكلور والبور والفوسفور والكربون والسيليكون والزرنيخ والكبريت؛ وتكون تلك التفاعلات الكيميائية بطيئة عند درجة حرارة الغرفة، ويرتفع معدّل التفاعل عند زيادة درجة الحرارة. يتفاعل المنغنيز مع النتروجين عند درجات حرارة تتجاوز 1200 °س إلى نتريد المنغنيز Mn3N2؛ في حين لا يتفاعل مع الهيدروجين.
ينحلّ المنغنيز في الأحماض الممدّدة، كما هو الحال مع سائر الفلزّات غير النبيلة، مع انطلاق غاز الهيدروجين نتيجةً لذلك؛ ولكن على العكس من الكروم فإنّه لا تتشكّل طبقة مُخَمّلة من الأكسيد على السطح. من جهةٍ أخرى، فعند حلّ المنغنيز في حمض الكبريتيك المركّز تتشكّل كبريتات المنغنيز وينطلق غاز ثنائي أكسيد الكبريت. يوجد عددٌ معتبرٌ من مركّبات المنغنيز اللاعضوية، بالإضافة إلى وجود معقّدات تناسقية من مركّبات المنغنيز العضوية.

### المركبات الكيميائية بحالات الأكسدة المختلفة
| حالات الأكسدة المختلفة للمنغنيز مع أمثلة عليها في مركّباته الكيميائية | حالات الأكسدة المختلفة للمنغنيز مع أمثلة عليها في مركّباته الكيميائية |
| -------------------------------------------------------------------- | -------------------------------------------------------------------- |
| 0                                                                    | Mn2(CO)10                                                            |
| +1                                                                   | MnC5H4CH3(CO)3                                                       |
| +2                                                                   | MnCl2؛ MnCO3؛ MnO                                                    |
| +3                                                                   | MnF3؛ Mn2O3                                                          |
| +4                                                                   | MnO2                                                                 |
| +5                                                                   | K3MnO4                                                               |
| +6                                                                   | K2MnO4                                                               |
| +7                                                                   | KMnO4؛ Mn2O7                                                         |

مثل باقي الفلزّات الانتقالية يمكن للمنغنيز أن يوجد في حالات أكسدة مختلفة في مركّباته الكيميائية؛ أكثرها شيوعاً هي +2 و +3 و +4 و +6 و +7. تتغيّر ألوان محاليل المنغنيز المائية باختلاف حالات الأكسدة؛ فلون محاليل المنغنيز الثنائي ذات لون وردي، ومحاليل المنغنيز الثلاثي ذات لون أحمر، ومحاليل المنغنيز الرباعي ذات لون بنّي، ومحاليل المنغنيز الخماسي ذات لون أزرق، ومحاليل المنغنيز السداسي ذات لون أخضر، ومحاليل المنغنيز السباعي ذات لون بنفسجي. في حالات الأكسدة المرتفعة، خاصّةً في حالة الأكسدة +7، يكون المنغنيز من المؤكسدات القوية.
المنغنيز الثنائي

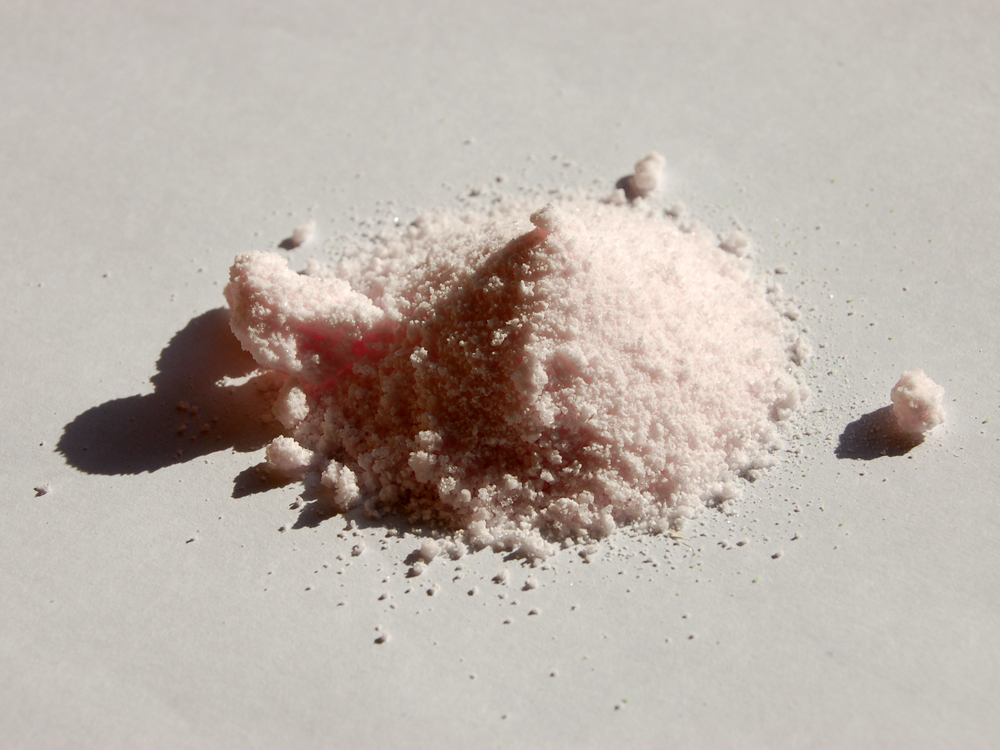
كبريتات المنغنيز الثنائي

في المحاليل المائية تكون أيونات المنغنيز الثنائي 2+Mn مُمَيّهة على الشكل 2+[Mn(H2O)6]، وهي ذات استقرارية كبيرة وثباتية تجاه تفاعلات الأكسدة والاختزال، ويعود السبب في ذلك إلى كون المدار الذرّي نصف ممتلئ، وذلك يمنح الأيون استقراراً طاقياً مُفَضّلاً. يعدّ المنغنيز الثنائي من أكثر حالات الأكسدة لهذا العنصر استقراراً؛ وتكون محاليله المائية فيها ذات لون وردي أو زهري فاتح، ويُعرَف العديد من المركّبات الكيميائية له في حالة الأكسدة تلك، مثل كبريتات المنغنيز الثنائي MnSO4 وكربونات المنغنيز الثنائي MnCO3. من المركّبات الأخرى للمنغنيز الثنائي كلّ من أكسيد المنغنيز الثنائي MnO وأسيتات المنغنيز الثنائي Mn(CH3COO)2؛ وكذلك مركّب كلوريد المنغنيز الثنائي MnCl2، والذي يدخل في العديد من التطبيقات الصناعية؛ وكذلك هيدروكسيد المنغنيز الثنائي Mn(OH)2، وهو مركّب غير مستقرّ، ويتأكسد بسهولة بأكسجين الهواء إلى أكسيد هيدروكسيد المنغنيز الثلاثي والرباعي، ولذلك يُستخدَم في تجربة فينكلر لتحديد محتوى الأكسجين في العيّنات.

بنية معقّد منغنوسين

عادةً ما يكون للمنغنيز الثنائي في مركّباته عددُ كمٍّ مغزليٍّ مرتفع مقداره S = 5/2، رغم وجود بعض الحالات التي تكون فيها قيمته منخفضة على الشكل S =1/2 في بعض المركّبات. لا يمكن حدوث انتقالات إلكترونية داخلية بين المدارات الفرعية d–d، لأنها غير ممكنة كمومياً، وذلك يفسّر اللون الزهري الشاحب لأغلب مركّبات المنغنيز الثنائي. يوجد العديد من المعقّدات التناسقية للمنغنيز الثنائي، وهي معقّدات ذات عدد مغزلي مرتفع، وتحوي على خمسة إلكترونات غير متزاوجة، بالتالي فهي ذات عزم مغناطيسي مرتفع. ومن الصعب التنبّؤ وفق نظرية المجال البلّوري بالبنية الجزيئية؛ بالتالي فإنّه حسب نوع الربيطة يمكن أن يكون لهذه المعقّدات بنية جزيئية رباعية السطوح أو ثمانية السطوح أو مستوية مربّعة أو على هيئة اثنا عشريّ السطوح. من المعقّدات العضوية المعروفة للمنغنيز في حالة الأكسدة +2 مركّب منغنوسين، وهو من معقّدات الميتالوسين، ويكون عدد الإلكترونات الكلّي فيه 17 إلكتروناً، وهو بذلك أقلّ بإلكترون واحد مقارنةًً بمعقّد الفرّوسين، وهو بذلك لا يحقّق قاعدة 18 إلكترون. ولكنّه بالرغم من ذلك، وبسبب التوزيع الإلكتروني d5 المميّز مرتفع عدد الكمّ المغزلي المغناطيسي، فإنّه من الصعب اختزاله إلى المنغنيز الأحادي +Mn ويوجد في الحالة الصلبة على هيئة بنية مُبلمَرة.
المنغنيز الثلاثي
تتميّز محاليل المنغنيز الثلاثي المائية بلونها الأحمر، كما أنّه من السهل على مركّبات المنغنيز الثلاثي أن تخضع إلى تفاعل عدم تناسب في المحاليل لتتحوّل إلى مركّبات المنغنيز الثنائي والرباعي الموافقة. تميل معقّدات المنغنيز الثلاثي أن تتبنّى بنية جزيئية ثمانية السطوح مشوّهة بسبب تأثير يان-تيلر. من المركّبات المعروفة للمنغنيز الثلاثي كلّ من أكسيد المنغنيز الثلاثي Mn2O3 وأسيتات المنغنيز الثلاثي Mn(CH3COO)3. كما يُعرَف له مركَبا الهاليد: فلوريد المنغنيز الثلاثي MnF3 وكلوريد المنغنيز الثلاثي MnCl3؛ في حين أنّ البروميد واليوديد غير موجودة، لأن أيونات البروميد −Br واليوديد −I قادرةٌ على اختزال المنغنيز الثلاثي إلى ثنائي.
المنغنيز الرباعي
أشهر مركّبات المنغنيز في حالة الأكسدة الرباعية هو أكسيد المنغنيز الرباعي MnO2، والذي يعرف أيضاً باسم ثنائي أكسيد المنغنيز. وهو من المؤكسدات القويّة، ويُستخدَم في صناعة البطّاريات القلوية. يعطي تفاعل أكسيد المنغنيز الرباعي مع حمض الهيدروكلوريك مركّب كلوريد المنغنيز الثنائي مع انطلاق غاز الكلور، وقد كان هذا التفاعل يُستخدَم سابقاً من أجل تحضير غاز الكلور:
{\displaystyle \mathrm {\ MnO_{2}+4\ HCl\longrightarrow \ MnCl_{2}+2\ H_{2}O+Cl_{2}} }
يُعرَف من الهاليدات للمنغنيز الرباعي مركّب فلوريد المنغنيز الرباعي MnF4، وهو مؤكسد قوي، ويُحضّر من فلورة ثنائي فلوريد المنغنيز MnF2 بالفلور أو ثنائي فلوريد الكريبتون.
المنغنيز الخماسي

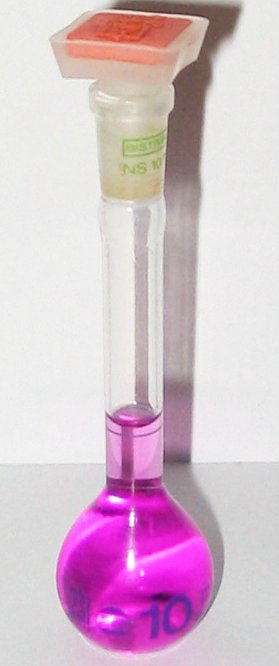
محلول مائي من بيرمنغنات البوتاسيوم

لا تعدّ حالة الأكسدة هذه من حالات الأكسدة الشائعة للمنغنيز، ومن الأمثلة على المركّبات المعروفة للمنغنيز فيها مركّب هيبومنغنات البوتاسيوم K3MnO4. يمكن الحصول على المنغنيز الخماسي من إذابة ثنائي أكسيد المنغنيز في مصهور نتريت الصوديوم.
المنغنيز السداسي
في حالة الأكسدة السداسية يوجد المنغنيز فقط على هيئة أنيون المنغنات؛ وأشهر هذه المركّبات هو مركّب منغنات البوتاسيوم K2MnO4، والذي يُحضّر من إذابة ثنائي أكسيد المنغنيز في محلول قلوي من هيدروكسيد البوتاسيوم بوجود أكسجين الهواء.
المنغنيز السباعي
لمركّبات المنغنيز السباعي لونٌ بنفسجي، وهي من المؤكسدات القويّة، ومن الأمثلة عليها مركّب أكسيد المنغنيز السباعي Mn2O7؛ بالإضافة إلى مركّبات البيرمنغنات المختلفة، مثل بيرمنغنات البوتاسيوم KMnO4 وبيرمنغنات الصوديوم NaMnO4 وبيرمنغنات الباريوم Ba(MnO4)2. يعدّ بيرمنغنات البوتاسيوم من الكواشف الكيميائية الشائعة في المختبرات.
حالات أكسدة أخرى
يوجد المنغنيز في حالة الأكسدة 0 في المعقّدات التناسقية مثل عشاري كربونيل ثنائي المنغنيز Mn2(CO)10، وهو معقّد يحوي على رابطة أحادية بين ذرّتي منغنيز في بنيته؛ في حين تصادف حالة الأكسدة +1 النادرة للمنغنيز في بعض مركّبات المنغنيز العضوية، مثل مركّب خماسي كربونيل هيدريد المنغنيز HMn(CO)5 أو ميثيل حلقي بنتاديينيل ثلاثي كربونيل المنغنيز MnC5H4CH3(CO)3. في حالات نادرة أيضاً يوجد المنغنيز في حالة أكسدة سالبة بمقدار (-3) في معقّد Mn(NO)3CO.

### التحليل الكيميائي
يمكن الكشف عن أيونات المنغنيز الثنائي نوعياً من خلال تفاعل أكسدة لتشكيل مركّبات البيرمنغنات ذات اللون البنفسجي المميّز، ويُستحصَل على ذلك من التفاعل مع أكسيد الرصاص الرباعي أو بيركبريتات الأمونيوم (بوجود أيونات الفضّة للتحفيز) أو باستخدام محاليل هيبوبروميت القلوية:
{\displaystyle \mathrm {2\ Mn^{2+}+5\ PbO_{2}+4\ H^{+}\longrightarrow 2\ MnO_{4}^{-}+5\ Pb^{2+}+2\ H_{2}O} }
من أجل الحصول على نتائج واضحة يُستحسَن إجراء فصل للكاتيونات الموجودة في العيّنة، وذلك بإضافة مزيجٍ قلويّ مؤكسد من بيروكسيد الهيدروجين في وسطٍ من هيدروكسيد الصوديوم أو البوتاسيوم، ممّا يؤدّي إلى أكسدة المنغنيز الثنائي والحصول على راسبٍ صلبٍ من أكسيد هيدروكسيد المنغنيز الرباعي:
{\displaystyle \mathrm {Mn^{2+}+H_{2}O_{2}+2\ OH^{-}\longrightarrow MnO(OH)_{2}\downarrow +\ H_{2}O} }
في تفاعل كشفٍ آخر، تؤدّي إضافة مركّب فورمالدوكسيم  إلى وسطٍ حاوٍ على أيونات المنغنيز الثنائي إلى تلوّن المحلول بلون برتقالي إلى بنّي محمرّ.
يمكن الكشف عن المنغنيز كمّيّاً باستخدام وسائل التحليل الآلي المختلفة، عن طريق مطيافية الامتصاص الذرّي عند طول موجة مقداره 279.5 نانومتر على سبيل المثال؛ أو من خلال تجارب القياس الضوئي لتحديد تركيز البيرمنغنات، حيث تكون قيمة قمّة الامتصاص عند طول موجة مقداره 525 نانومتر. من جهةٍ أخرى، يمكن اتّباع الوسائل التحليلية التقليدية مثل طرائق المعايرة.

## الدور الحيوي
يُصنّف المنغنيز ضمن العناصر المغذّية الضرورية بالنسبة لعددٍ معتبرٍ من الكائنات الحيّة؛ فهو يدخل في تركيب العديد من الإنزيمات، وكذلك يساهم في تفاعلات الأكسدة والاختزال الحيوية، ويقوم في بعض الأحيان بدور حمض لويس؛ كما يعدّ وجوده ضرورياً في عملية التركيب الضوئي، بالإضافة إلى استخدامه من عددٍ من أنواع البكتريا من أجل عمليّات توليد الطاقة.

### عند النباتات

يحوي معقّد توليد الأكسجين على عنقود من ذرّات الكالسيوم والمنغنيز (Mn_{4}CaO_{5}) في تركيبه.

إن المنغنيز من العناصر المهمّة بالنسبة للنباتات، فهو يقوم بدورٍ أساسيٍّ في عملية التركيب الضوئي في أثناء توليد الأكسجين في الصانعات اليخضورية (البلاستيدات). يُعدّ معقّد توليد الأكسجين  جزءاً من النظام الضوئي الثاني  الموجود في الأغشية الكيسيّة  للصانعات اليخضورية، ويدخل في تركيب إنزيم فلزّي مسؤول عن الخطوة النهائية في توليد الأكسجين عبر تفاعل أكسدة الماء ضوئياً في عملية التركيب الضوئي. يحوي هذا المعقّد على نواةٍ عنقودية مكوّنة من أربع ذرّات من المنغنيز وذرّة من الكالسيوم، والمرتبطة ببعضها عبر جسور أكسجينية. في أثناء التركيب الضوئي تحدث عمليات أكسدة واختزال على ذرّات المنغنيز، بحيث تتغيّر حالة الأكسدة بين المنغنيز الثلاثي والرباعي.

### عند الإنسان
يعدّ وجود المنغنيز في الوسط الحيوي داخل جسم الإنسان ضرورياً، فهو يدخل على هيئة عامل مرافق في عددٍ من العمليات الحيوية المهمّة، والتي تتضمّن استقلاب المغذّيات الكبرى  وتشكل العظام؛ وكذلك في عمليات المناعة الدفاعية ضد الجذور الكيميائية الحرّة. يحوي جسم الإنسان على قرابة 12 ميليغرام (مغ) من المنغنيز، ويتركّز وجوده في العظام، وكذلك في الكبد والكليتين؛ وكذلك في البنكرياس، كما يوجد أيضاً في الدماغ، وخاصّةً ضمن إنزيم مخلّقة الغلوتامين في الخلايا النجمية.

#### الإنزيمات
تتضمّن عائلات الإنزيمات الحاوية على المنغنيز عاملاً مرافقاً كلّ من إنزيمات الأكسدة والاختزال  مثل مختزلة الريبونوكليوتيد ، والإنزيمات الناقلة  مثل ناقلة الغليكوزيل ، وإنزيمات الحلمهة ؛ بالإضافة إلى إنزيمات فصم الروابط الكيميائية مثل إنزيمات لياز ، وإنزيمات كيناز  مثل ميفالونات كيناز ، والإنزيمات النازعة لمجموعة الكربوكسيل ؛ وكذلك الإنزيمات المصاوغة ، والإنزيمات المشكّلة للروابط الكيميائية  مثل بيروفات كربوكسيلاز ؛ ومن الإنزيمات الأخرى الحاوية على المنغنيز كلّ من إنزيمات الأرجيناز  وسوبر أكسيد ديسميوتاز  والمُنْتَسِخات العكسية . يوجد أيضاً عددٌ من البروتينات الحاوية على المنغنيز والداخلة في تركيب ذيفان الخناق والليكتين والإنتغرين.
| ذكور  | ذكور              | إناث  | إناث              |
| العمر | الكمّيّة (مغ/اليوم) | العمر | الكمّيّة (مغ/اليوم) |
| ----- | ----------------- | ----- | ----------------- |
| 1–3   | 1.2               | 1–3   | 1.2               |
| 4–8   | 1.5               | 4–8   | 1.5               |
| 9–13  | 1.9               | 9–13  | 1.6               |
| 14–18 | 2.2               | 14–18 | 1.6               |
| 19+   | 2.3               | 19+   | 1.8               |
| 19+   | 2.3               | 19+   | حوامل: 2          |
| 19+   | 2.3               | 19+   | مرضعات: 2.6       |

على سبيل المثال، يوجد إنزيم سوبر أكسيد ديسميوتاز الحاوي على المنغنيز داخل الميتوكندريون (المتقدّرة)  والبيروكسيسوم (الجسيمات التأكسدية) ؛ وهو يعمل على تحفيز تفاعل فوق الأكسيد (سوبر أكسيد)  إلى أكسجين وبيروكسيد الهيدروجين، وذلك عن طريق أكسدة واختزال المنغنيز بين حالتي الأكسدة +2 و +3:
{\displaystyle \mathrm {Mn^{3+}+HO_{2}\cdot \ \longrightarrow Mn^{2+}+O_{2}+H^{+}} }
{\displaystyle \mathrm {Mn^{2+}+HO_{2}\cdot \ +\ H^{+}\longrightarrow Mn^{3+}+H_{2}O_{2}} }

#### التوصيات الغذائية
في سنة 2001 حدّثت الأكاديمية الوطنية للطبّ في الولايات المتّحدة الأمريكية قيم الكمّيّات الغذائية المرجعية  بالنسبة للعناصر المعدنية الغذائية. بالنسبة للمنغنيز لم تكن هناك معلومات وافية من أجل تحديد قيم معدّل الحاجة التقريبي  والكمّيّات المُوصى بتناولها ، لذلك حُدِّدَ بدلاً منها قيم المدخول الكافي ؛ ولكن من أجل السلامة وضعت الأكاديمية الحدّ الأقصى للمدخول المقبول  من المنغنيز بمقدار 11 مغ/اليوم. راجعت إدارة الغذاء والدواء الأمريكية  النسبة المئوية للقيم اليومية  الموضوعة على مُلصَقات المُكمّلات الغذائية، وغُيّرت القيمة المرجعية الموصى بها من 2.0 مغ إلى 2.3 مغ لتتوافق مع قيم الكمّيّات الغذائية المرجعية الموضوعة من الأكاديمية الوطنية للطبّ.
تعطي الهيئة الأوروبية لسلامة الأغذية  بيانات مقاربة، ولكنّها أعلى قليلاً ممّا هو متّبع في الولايات المتّحدة. فللأشخاص الأكبر من 15 سنة وضعت الهيئة كمّيّة من 3.0 مغ/اليوم من المنغنيز مقداراً كافياً للمدخول اليومي؛ وهو ذاته بالنسبة للمرضعات والحوامل؛ أمّا الأطفال من عمر 1–14 سنة فالكمّيّة تزداد تدريجياً مع تقدّم العمر من 0.5 إلى 2.0 مغ/اليوم؛ ولكنّها لم تضع حدّاً أقصى مقبولاً لعدم توفّر بيانات كافية. تجدر الإشارة إلى أنّ حالة عوز المنغنيز  نادرة الحدوث.

## الأثر البيئي

البنية الجزيئية لمركّب ميثيل حلقي بنتاديينيل ثلاثي كربونيل المنغنيز (MMT)

يمكن أن يعود وجود المنغنيز بتراكيز مرتفعة بآثار سلبية على البيئة وعلى الصحّة. قد يأتي التعرّض المرتفع من المنغنيز عبر مصادر مختلفة، مثل مياه الشرب والإضافات إلى وقود السيارات ودخان التبغ.
تلوّث مياه الشرب
للمنغنيز المحمول عبر الماء توافر حيوي أكبر من المنغنيز المنقول عبر الغذاء؛ لذلك قد يكون لتلوّث مياه الشرب بتراكيز مرتفعة من المنغنيز أثرٌ سلبي على الصحّة. فوفقاً لنتائج دراسة نُشِرَت سنة 2010 وُجِدَ أنّ التعرّض لمستويات مرتفعة من المنغنيز في مياه الشرب يترافق مع حدوث حالات إعاقة للنموّ الذهني وانخفاض لنسبة الذكاء عند الأطفال بعمر المدرسة. بالمقابل، وجدت دراسة أنّ جسم الإنسان قادرٌ على التعافي من الآثار الجانبية الضارّة الناجمة عن التعرّض المفرط للمنغنيز في حال إيقاف ذلك التعرّض، إذ أنّ الجسم قادرٌ على التخلّص من الفائض بآلياتٍ ذاتيّة داخلية.
وقود السيارات
يعدّ مركّب ميثيل حلقي بنتاديينيل ثلاثي كربونيل المنغنيز  أحد الإضافات إلى وقود السيارات (الغازولين)، وذلك بديلاً عن مركّبات الرصاص، من أجل رفع رقم الأوكتان، كما أنه يُخفّض من خبط المحرك؛ إلّا أنّه عمل على الإضرار بالصمّامات القفّازة  بسبب تشكّل مركّبات الكربيد. في النهاية ينطلق المنغنيز عبر العادم، ممّا يؤدّي إلى ارتفاع مستويات المنغنيز في الهواء.
دخان التبغ
يمتصّ نبات التبغ عدداً من الفلزّات الثقيلة من ضمنها المنغنيز من التربة ويراكمها في الأوراق؛ لذلك فإنّ تدخين التبغ يؤدّي إلى التعرّض لتلك الفلزّات. بالتالي يعدّ المنغنيز مكوّناً من مكوّنات دخان التبغ؛ إلّا أنّ بعض الدراسات أظهرت أنّ تراكيز الفلزّات في دخان التبغ منخفضة، لذلك فإنّ تأثيرها الضارّ على الصحّة منخفض.

### التأثير على الحياة البحرية
تحتاج العديد من الأنظمة الإنزيمية إلى المنغنيز كي تقوم بدورها على أكمل وجه، لكنّ التراكيز المرتفعة من المنغنيز يمكن أن تكون ذات تأثير سمّي. ويكون ذلك التأثير خطراً على البيئة البحرية، خاصّةً عند التعرّض لفترات من نقص التأكسج (انخفاض تركيز الأكسجين المنحلّ) في الوسط. تؤثر هذه الظروف سلبياً على الكائنات البحرية، وخاصة السموك؛ إذ بيّنت تقارير ارتفاع تراكيز المنغنيز فيها وتراكمه في الأعضاء الحيوية فيها مثل الخياشم والكبد والدماغ، ممّا يؤدّي إلى إضعاف مناعتها وتعرّضها للعوامل المُمْرضة، الأمر الذي قد يؤدّي إلى نفوقها.

## الاستخدامات
لفلزّ المنغنيز عددٌ من التطبيقات في مجالات اختصاصية مهمة، وخاصّةً في مجال التعدين وصناعة السبائك، وكذلك في مجال صناعة البطّاريات.

### صناعة السبائك
تؤدّي إضافة المنغنيز في أثناء صنع السبائك المختلفة عموماً إلى تحسين الخواص الهندسية مثل رفع الصلابة البنيوية وتحسين قابلية التشكيل؛ بالإضافة إلى زيادة المقاومة ضدّ التآكل.
إنتاج الفولاذ
يعدّ مجال إنتاج الفولاذ التطبيق الرئيس لهذا الفلزّ، إذ يُحوّل قرابة 90% من الفلزّ النقيّ المُستخرَج إلى سبائك حديديّة (مثل فرّومنغنيز أو شبيغل آيزن ) من أجل المعالجة اللاحقة. يمتلك المنغنيز خواصاً مميّزة في هذا المجال تتمثّل في مقدرته على الارتباط مع الكبريت وعلى نزع الأكسجين والفوسفور من الوسط، بالإضافة إلى منح خواص هندسية فريدة عند السبك؛ كما يعدّ المنغنيز مكوّناً أساسياً في صناعة الفولاذ المقاوم للصدأ.
تؤدّي إضافة كمّيّات صغيرة من المنغنيز في أثناء صناعة الفولاذ إلى تحسين الطواعية وقابلية التشغيل  عند درجات حرارة مرتفعة، وذلك من خلال الارتباط مع الكبريت لتشكيل مركّبات كبريتيد ذات درجة انصهار مرتفعة، ممّا يحول دون تشكيل مركّبات كبريتيد الحديد عند الحدود الحُبَيبيّة . عند وصول محتوى المنغنيز إلى 4% تصبح ظاهرة تقصّف الفولاذ الظاهرة السائدة، لكنّها تتناقص مع زيادة نسبة المحتوى من المنغنيز، وتصل إلى مستويات مقبولة عند 8%. يكون للفولاذ الحاوي على نسبةٍ من المنغنيز تتراوح بين 8% إلى 15% قيمة مرتفعة من مقاومة الشدّ تصل إلى 863 ميغاباسكال.
سبائك أخرى

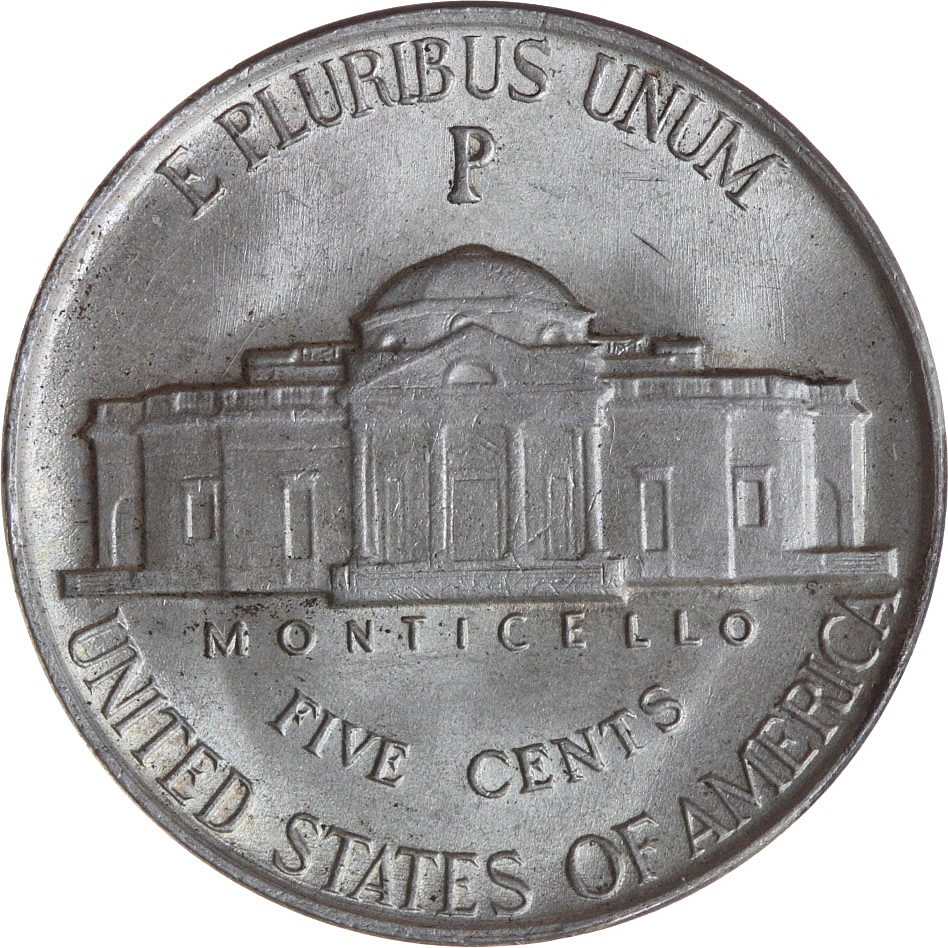
قطعة نقدية من فئة 5 سنت أمريكي يعود سكّها إلى فترة الحرب العالمية الثانية ويدخل المنغنيز في تركيبها.

يُسبَك المنغنيز مع الفلزّات اللاحديدية من أجل إنتاج عددٍ من السبائك الأخرى؛ مثل إنتاج سبائك الألومنيوم على سبيل المثال. إذ تؤدّي إضافة كمّيّات ضئيلة نسبياً (أقلّ من 1.5%) من المنغنيز إلى الألومنيوم إلى زيادة المقاومة تجاه التآكل، وذلك عن طريق ارتباط هذا الفلزّ مع الشوائب من العناصر الأخرى، التي قد تؤدّي إلى حدوث تآكل غلفاني. تُستخدَم سبائك الألومنيوم تلك الحاوية على كمّيّات ضئيلة من المنغنيز في صناعة عَبَوات المشروبات. في مثالٍ آخر، تتألّف سبيكة منغانين  بشكلٍ رئيسيٍّ من قرابة 83% نحاس و12% منغنيز و5% نيكل؛ وهي تمتلك خواصاً حرارية كهربائية منخفضة، بالتالي تكون المقاومة الكهربائية مثلاً غير متعلّقة بشكلٍ كبيرٍ بتغيّر درجة الحرارة؛ لذلك تُستخدَم تلك السبيكة في صناعة أجهزة القياس.

### سك العملات
يُستخدَم فلزّ المنغنيز في بعض الأحيان في سكّ النقود المعدنية، بالإضافة إلى فلزّات أخرى مثل النحاس أو الفضّة أو النيكل. منذ سنة 2000 تُصنَع قطع معدنية خاصّة من الدولار الأمريكي، مثل دولار ساكاجاويا  أو الدولار الأمريكي المعدني الرئاسي  من سبيكة نحاس أصفر مكوّنة من النحاس بالإضافة إلى 7% منغنيز.

### تطبيقات لمركبات المنغنيز
صناعة البطاريات

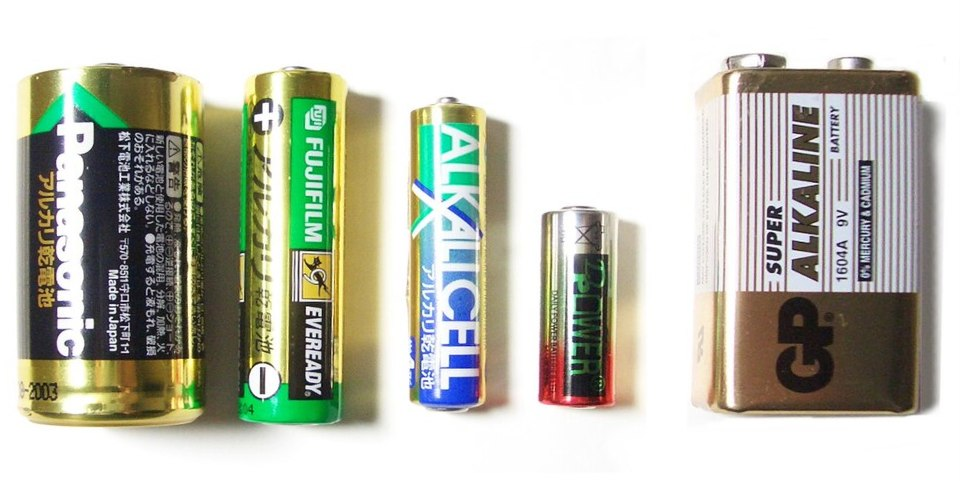
يدخل المنغنيز في صناعة البطّاريات القلوية

يُستخدَم أكسيد المنغنيز الرباعي (ثنائي أكسيد المنغنيز) في صناعة البطّاريات الجافّة، حيث يوجد على هيئة مادّة سوداء داخل البطارية، ويعمل على استقبال الإلكترونات من الزنك. يُختزَل ثنائي أكسيد المنغنيز MnO2 إلى أكسيد-هيدروكسيد المنغنيز MnO(OH) أثناء استهلاك البطارية (تفريغ الشحنة)، ممّا يمنع من تشكّل الهيدروجين على المصعد.
{\displaystyle {\ce {MnO2 + H2O + e^- -> MnO(OH) + OH^-}}}
تُستخدَم المادّة ذاتها في البطّاريات القلوية، وتخضع إلى التفاعل الكيميائي ذاته، ولكن في وسط كهرلي مختلف. في سنة 2002 استُخدِمَ أكثر من 230 ألف طنّ من ثنائي أكسيد المنغنيز من أجل هذا التطبيق.
المواد الفسفورية
يُستخدَم المنغنيز ثلاثي التكافؤ منشّطاً  من أجل تفعيل في المواد الفسفورية المصدّرة للضوء الأحمر. على الرغم من وجود عددٍ من مركّبات المنغنيز القادرة على إظهار خاصة الضيائية؛ إلّا أنّ الغالبية العظمى منها غير مستخدمة في تطبيقات تجارية، نظراً لانخفاض الكفاءة أو لانبعاث الضوء الأحمر الشديد. يوجد، مع ذلك، عددٌ من الفلوريدات التي تتنشّط بأيونات المنغنيز الرباعي ذات صفات واعدة في المواد الفسفورية المصدّرة للضوء الأحمر القابلة للاستخدام في الثنائيات الباعثة للضوء . من المركّبات الحاوية على المنغنيز التي يكثر استخدامها في الثنائيات الباعثة للضوء مركّب 4+K2SiF6:Mn.
صناعة الخضب
تدخل مركّبات المنغنيز في صناعة الخُضُب المستخدمة من أجل تلوين الخزف والسيراميك والزجاج؛ فاللون البنّي للخزف يكون في بعض الأحيان نتيجةً لإضافة مركّبات المنغنيز إليه. وفي صناعة الزجاج تُستخدَم مركّبات المنغنيز لضبط الألوان، إذ يتفاعل أكسيد المنغنيز الثلاثي مع أكسيد الحديد الثنائي، فيحدث تفاعل أكسدة واختزال، ممّا يؤدّي إلى إضفاء مزيج من لون أخضر من الحديد الثلاثي ولون زهري من المنغنيز الثنائي. وُجِدَ أنّ خضاب أزرق الإتريوم والإنديوم والمنغنيز يؤدّي إلى إضفاء لون أزرق شديد، وهو يتميّز بعدم سمّيّته وخموله ومقاومته للبهوت.
متفرقات

الصيغة الكيميائية لمادّة التباين منغافوديبير

- يُستخدَم مركّب ميثيل حلقي بنتاديينيل ثلاثي كربونيل المنغنيز (MMT) ضمن الإضافات إلى وقود السيارات بديلاً عن مركّبات الرصاص لاعتبارات صحّيّة وبيئية، وذلك من أجل تعزيز رقم الأوكتان ومن أجل التقليل من خبط المحرك. يعدّ هذا المركّب من مركّبات المنغنيز العضوية، ويكون المنغنيز فيه بحالة أكسدة نادرة مقدارها +1.[105]
- في مختبرات الكيمياء العضوية يُستخدَم ثنائي أكسيد المنغنيز ضمن المؤكسدات من أجل أكسدة مشتقّات الكحولات البنزيلية والكحولات الأليلية انتقائياً.[106]
- في مجال التصوير التشخيصي الطبّي تعدّ مادّة منغافوديبير [ملاحظة 92] إحدى مواد التباين المرخّص باستخدامها في تقنية التصوير بالرنين المغناطيسي [ملاحظة 93] للكبد، إذ تتميّز بأنّها ذات خواص مغناطيسية مسايرة، وذلك بسبب وجود أيونات المنغنيز الثنائي في البنية. يُعمَد إلى التخلّص من الخواص السمّيّة لأيونات المنغنيز الثنائي لهذه المادّة من خلال تشكيل معقّد تناسقي مع ربيطة ثنائي فوسفات ثنائي بيريدوكسيل [ملاحظة 94]، والذي يُقدّم على هيئة عقار مكمّل يدعى فوديبير [ملاحظة 95]. بشكلٍ قياسيٍ تُجرى عمليّات تصوير الكبد طبّياً اعتماداً على أيونات الغادولينيوم.[107]

## المخاطر
مثلما هو الحال مع باقي الفلزّات، فإنّ المنغنيز عندما يكون على شكل مسحوقٍ ناعمٍ فإنّه يكون قابلاً للاشتعال ويتفاعل مع الماء. من أجل إطفاء حرائق الفلزّات ينبغي استخدام مطافئ حريق من الفئة D أو باستخدام الرمل؛ بالمقابل فإنّ الكتل الكبيرة من هذا الفلزّ لا تشتعل بسهولة. على الرغم من أنّ التعرّض للمنغنيز ومركّباته هو أقلّ سمّيّة من فلزّات أخرى أكثر انتشاراً مثل النيكل؛ بالرغم من ذلك ينبغي أن لا يتجاوز التعرّض لغبار المنغنيز أو أبخرته مقدار 5 مغ/م3، حتّى لفترات قصيرة، إذ أنّ استنشاق غبار مسحوق المنغنيز أو أبخرته قد يؤدّي إلى حدوث حالة تسمّم، تعرف باسم التسمّم بالمنغنيز ؛ وهي حالة تترافق مع حدوث اضطرابات في المهارات الحركية، بشكلٍ مشابهٍ لأعراض مرض باركنسون؛ بالإضافة إلى حدوث اضطرابات معرفية. تبدأ المشاكل الصحّيّة الناجمة عن عملية استنشاق غبار المنغنيز بتضرّر الرئتين المترافق مع أعراض مثل السعال والتهاب القصبات الحاد والتهاب الرئة؛ ثم تتطوّر الحالة بظهور أعراض التسمّم العصبي وتَضرُّر أنظمة الجهاز العصبي المركزي مثل النظام خارج السبيل الهرمي.
تبلغ قيمة حدّ العتبة مقدار 0.02 مغ/م3 بالنسبة لغبار المنغنيز الدقيق جدّاً، الذي يمكن أن يتخلّل إلى الحويصلات الهوائية؛ في حين أنّه يبلغ مقدار 0.2 مغ/م3 بالنسبة للغبار الناعم القابل للاستنشاق إلى المجاري التنفسية. تضبط إدارة السلامة والصحّة المهنية الأمريكية  مقدار التعرّض للمنغنيز في الولايات المتّحدة؛ ووضعت حدّ التعرّض المسموح  بمقدار 5 مغ/م3 وذلك بالنسبة ليوم عمل من 8 ساعات. أمّا المعهد الوطني للسلامة والصحّة المهنيّة  في الولايات المتّحدة فوضع حدّ التعرّض الموصى به  بمقدار 1 مغ/م3 في يوم عمل من 8 ساعات؛ وحدّ التعرّض القصير بمقدار 3 مغ/م3؛ أمّا عند مستويات تقارب 500 مغ/م3 فإنّ المنغنيز يكون حينها ذا خطورةٍ فوريةٍ للحياة أو الصحّة.
وُجِدَ أيضاً أنّ التعرّض طويل الأمد للمنغنيز حتّى بجرعات منخفضة، مثلما هو الحال في وجوده ضمن مياه الشرب، قد يؤدّي إلى حدوث تأثيرات سلبية على تطوّر الطفل العقلي. إذ أنّ التعرّض المستمرّ لمستويات من المنغنيز في مياه الشرب تتراوح بين 240–350 ميكروغرام/الليتر يؤدّي إلى ضعفٍ في المهارات الحركية الدقيقة وفي سرعة الاستجابة وفي الذاكرة قصيرة الأمد وفي التعرّف البصري، وذلك بالمقارنة مع الأطفال الذين لا يتعرّضون لتلك المستويات من المنغنيز في مياه الشرب؛ وقد جرى تأكيد تلك النتائج بدراسةٍ أجريت في كندا. تبلغ المستويات المأمونة من المنغنيز في مياه الشرب وفق وكالة حماية البيئة الأمريكية  مقدار 50 ميكروغرام/الليتر.
لمركّبات البيرمنغنات سمّيّة أكبر من مركّبات المنغنيز الثنائي؛ وتبلغ قيمة الجرعة المميتة مقدار 10 غ؛ ووردت الكثير من حالات التسمّم جرّاء ذلك. تتميّز البيرمنغنات بقدرتها العالية على الأكسدة، ممّا يؤدّي إلى حدوث نخر للأغشية المخاطية عند تناول تلك المركّبات، وخاصّةً المريء؛ ولا تُمتصّ إلا كمّيّة ضئيلة منها في الأمعاء، إلّا أنّها كافية للتسبّب بأضرارٍ جسيمةٍ على الكليتين والكبد.

### التسمم بالمنغنيز
التسمّم بالمنغنيز هو اضطراب ثنائي الطور؛ ففي المراحل المبكّرة من الحالة يبدي المصاب أعراضاً من اضطرابات نفسية تتمثّل بالاكتئاب وتقلّب المزاج والسلوك القهري والذهان. تتطوّر الحالة لتؤثّر على المهارات الحركية، وتظهر أعراضٌ تشابه أعراضَ مرض باركنسون، ويرافق ذلك شعورٌ مستمرٌّ بالإرهاق والتعب، والبطء في الكلام، وغياب تعابير الوجه، وظهور الرعاش والمشية المنحنية للأمام، مع تصلّبٍّ للجسم وفقدانٍ للتوازن.
على العكس من مرض باركنسون فلا يترافق التسمّم بالمنغنيز مع فقدان حاسّة الشمّ، ولكن لا يستجيب المرضى للعلاج بعقار ليفودوبا ؛ ممّا يشير إلى وجود تضرّرٍ بالمسارات العصبية بشكلٍ مختلفٍ عن المسارات الدوبامينية داخل المادّة السوداء. يمكن للمنغنيز أن يتركّز في العُقَد القاعدية ، ممّا يؤدّي إلى ظهور عدم انتظام في الحركة. وُجِدَ أنّ حدوثَ طفرةِ في أحد الجينات، المسؤولة عن تنظيم تدفّق حركة المنغنيز بين الخلايا كان ذا صلةٍ مع ظهور أعراض مشابهة لمرض باركنسون. بالمقابل، فإن أجسام ليوي، والذي يعد وجودها نمطياً لمرض باركنسون، يكون غائباً في المرضى المصابين بأعراض التسمّم بالمنغنيز الحركية. تبقى الأعراض المرافقة للمراحل المتأخرة من التسمّم بالمنغنيز بادية الشدّة حتى مع زوال مصدر التعرّض وعودة نسبة المنغنيز في الجسم والدماغ إلى المستويات الطبيعية. بالنسبة للتجارب على الحيوانات، بيّنت إحدى التجارب أنّه عند تعريض الجرذان لمستويات مرتفعة من المنغنيز فإنّ ذلك يعزّز من السلوك العدواني الدافع لقتل الفئران.

## طالع أيضًا
- فلز انتقالي

## الهوامش
1. ↑  أو المنجنيز
2. ↑  Magnetes
3. ↑  Magnesia ad Sipylum
4. ↑  Magnḗsĭa ad Mæándrum
5. ↑  magnes
6. ↑  Magnetite
7. ↑  magnes
8. ↑  manganesum
9. ↑  magnesia nigra
10. ↑  magnesia alba
11. ↑  Michele Mercati
12. ↑  manganesa
13. ↑  Ekain
14. ↑  Lascaux
15. ↑  Gargas
16. ↑  glassmakers soap
17. ↑  Ignatius Gottfried Kaim
18. ↑  Johann Rudolf Glauber
19. ↑  Carl Wilhelm Scheele
20. ↑  Leblanc process
21. ↑  Weldon process
22. ↑  Johan Gottlieb Gahn
23. ↑  Bessemer process
24. ↑  Robert Hadfield
25. ↑  Leclanché cell
26. ↑  John Couper
27. ↑  parts per million (ppm)
28. ↑  Manganite: MnO(OH)
29. ↑  Hausmannite: Mn2+Mn3+2O4
30. ↑  Rhodonite: MnSiO3
31. ↑  Pyrolusite: MnO2
32. ↑  Braunite: (Mn2+Mn3+6)(SiO12)
33. ↑  Psilomelane: (Ba,H2O)2Mn5O10
34. ↑  Rhodochrosite: MnCO3
35. ↑  silt
36. ↑  Dissolved manganese (dMn)
37. ↑  Particulate Mn
38. ↑  buoyant plumes
39. ↑  
Internal cycling
40. ↑  dissolution
41. ↑  oxidative scavenging
42. ↑  Manganese nodule
43. ↑  Room and pillar mining
44. ↑  battery-grade
45. ↑  chemical-grade
46. ↑  Silicomanganese
47. ↑  Néel temperature
48. ↑  manganese(III,IV)-oxidhydroxide
49. ↑  Formaldoxime (N-Hydroxymethanimine)
50. ↑  chloroplast
51. ↑  oxygen-evolving complex (OEC)
52. ↑  photosystem II
53. ↑  thylakoid membranes
54. ↑  macronutrient metabolism
55. ↑  oxidoreductase
56. ↑  Ribonucleotide reductase
57. ↑  transferase
58. ↑  Glycosyltransferase
59. ↑  hydrolase
60. ↑  lyase
61. ↑  Kinase
62. ↑  Mevalonate kinase
63. ↑  decarboxylases
64. ↑  isomerase
65. ↑  ligase
66. ↑  Pyruvate carboxylase
67. ↑  arginase
68. ↑  superoxide dismutase Mn-SOD
69. ↑  reverse transcriptase
70. ↑  Mitochondrion
71. ↑  Peroxisome
72. ↑  Superoxide
73. ↑  Dietary Reference Intakes (DRIs)
74. ↑  Estimated Average Requirements (EARs)
75. ↑  Recommended Dietary Allowances (RDAs)
76. ↑  Adequate Intakes (AIs)
77. ↑  Tolerable upper intake levels (ULs)
78. ↑  Food and Drug Administration (FDA)
79. ↑  Daily Value (%DV)
80. ↑  European Food Safety Authority (EFSA)
81. ↑  Manganese deficiency
82. ↑  Methylcyclopentadienyl manganese tricarbonyl (MMT)
83. ↑  exhaust valve
84. ↑  Spiegeleisen
85. ↑  workability
86. ↑  grain boundaries
87. ↑  Manganin
88. ↑  Sacagawea dollar
89. ↑  Presidential dollar coins
90. ↑  Activator
91. ↑  LEDs
92. ↑  Mangafodipir
93. ↑  Magnetic resonance imaging (MRI)
94. ↑  dipyridoxyl diphosphate (DPDP)
95. ↑  Fodipir
96. ↑  Manganism
97. ↑  Occupational Safety and Health Administration (OSHA)
98. ↑  permissible exposure limit (PEL)
99. ↑  National Institute for Occupational Safety and Health (NIOSH)
100. ↑  recommended exposure limit (REL)
101. ↑  Environmental Protection Agency (EPA)
102. ↑  L-DOPA
103. ↑  basal ganglia
104. ↑  SLC30A10